# Hypenagonia vexatariola
Hypenagonia vexatariola là một loài bướm đêm trong họ Erebidae.